# 도로시 그레인저
도로시 그레인저(Dorothy Granger, 1911년 11월 21일 ~ 1995년 1월 4일)는 미국의 배우, 영화배우이다.

## 영화
- 애정이 꽃피는 나무 (1957년) - 마담 가우베르트 역
- 소 빅 (1953년)
- 애보트와 코스텔로- 크리스마스 쇼 (1952년)
- 메이크 마인 래프 (1949년)
- 페일페이스 (1948년)
- 남쪽 사람 (1945년)
- 쉐인 온 하베스트 문 (1944년)
- 니커보커 홀리데이 (1944년)
- 더 어메이징 미시즈 홀리데이 (1943년)
- 스윗 로지 오그래디 (1943년)
- 스타 스팽글드 리듬 (1942년)
- 뉴 문 (1940년)
- 쇼 보트 (1936년)
- 춘희 (1936년)
- 메리 위도우 (1934년)